# Napaeus nanodes
Napaeus nanodes is een slakkensoort uit de familie van de Enidae. De wetenschappelijke naam van de soort is voor het eerst geldig gepubliceerd in 1852 door Shuttleworth.